# Blästertjärnen (Los socken, Hälsingland)
Blästertjärnen är en sjö i Ljusdals kommun i Hälsingland och ingår i Ljusnans huvudavrinningsområde.